# Rasser
Rasser is een historisch merk van motorfietsen.
De bedrijfsnaam was Ets. Rasser, Constructeur, Parijs.
Rasser was een Frans merk dat in 1922 en 1923 motorfietsjes leverde met 98cc-tweetaktmotoren die in plaatframes waren gemonteerd.